# Terrorvision
I Terrorvision sono un Gruppo musicale rock inglese, formatosi alla fine degli anni '80.

## Carriera
Si formarono nel 1986 (originariamente come The Spoilt Bratz) a Keighley, West Yorkshire, Inghilterra. Dopo aver pubblicato tre demo col vecchio nome si ribattezzarono Terrorvision (nome preso da un film degli anni '60) nel 1991, e si trasferirono a Bradford.
La riedizione di un brano preso da una demo, diventato il loro secondo singolo, "My House" (dall'album Formaldehyde), nel gennaio 1994, si rivelò la svolta per i Terrorvision, con il successo nella Classifica Inglese. Precedette di mesi l'uscita del loro secondo album How to Make Friends and Influence People nell'aprile 1994. Anche il singolo principale di quell'album, "Oblivion", ebbe successo in classifica. Tutti i singoli successivi hanno raggiunto le prime 40 voci nel Regno Unito, culminando con l'uscita di "Tequila", che ha raggiunto il numero 2. Nel 1994 la band vinse il Kerrang! Awards per il miglior artista emergente (il premio, in quel periodo, non era suddiviso nelle due categorie "britannico" e "internazionale"), seguito dal premio Best British Band l'anno successivo.
Una raccolta video, Fired Up and Lairy, è stata pubblicata nell'aprile 1995 e includeva segmenti di documentari falsi intervallati da tutti i video della band fino a quel momento. Un terzo album, Regular Urban Survivors, seguì nel marzo 1996 e generò quattro singoli; "Perseverance" (il loro primo singolo che raggiunse il numero 5), "Celebrity Hit List", "Bad Actress" e "Easy". Il cantante, Tony Wright, ha presentato lo show musicale della BBC Top of the Pops in un'occasione e ha fatto diverse apparizioni nel quiz sulla musica Never Mind the Buzzcocks.
Il quarto album della band, Shaving Peaches, è stato distribuito nell'ottobre 1998. Il primo singolo dell'album, "Josephine", fu ben accolto il mese precedente, ma fu il remix di Mint Royale di "Tequila" che si rivelò il loro più grande successo, raggiungendo il numero 2 nella classifica del Regno Unito nel gennaio 1999. Quell'anno la canzone fu premiata come miglior singolo al Kerrang! Awards.
La scelta fu controversa per i fan. La band originariamente propose una selezione delle loro potenziali uscite singole ai membri del proprio fan club ufficiale, che votarono a favore di "Day After Day". Tuttavia, la versione remixata di "Tequila" guadagnò il favore del DJ Zoë Ball della BBC Radio 1, che sostenne la sua uscita come singolo. I piani per pubblicare "Day After Day" vennero accantonati in fretta e un video fu rapidamente girato per l'uscita di "Tequila". Esistono ancora alcune copie promozionali del singolo "Day After Day". 

Nonostante avessero appena avuto il loro più grande successo, proprio nel 1999 vennero liberati dalla loro etichetta discografica, la EMI, dopo l'uscita del terzo singolo dell'album, "III Wishes". È stato il primo singolo della band a non entrare nella Top 40 britannica dall'uscita di "My House", sei anni prima. Durante questo periodo la band reclutò un quinto membro, Josephine Ellul, che suonava le tastiere e cantava nei concerti.
La band firmò con un'etichetta più piccola, la Papillon e pubblicò un quinto album in studio, Good to Go, nel 2001. Il disco, come tutti gli altri, è stato accreditato anche alla "Total Vegas", l'etichetta discografica indipendente del gruppo. Seguirono numerosi singoli, ma la band non fu in grado di replicare il precedente successo. Il loro singolo finale, "Fists of Fury", ha acquisito una certa notorietà grazie al suo video, che scimmiotta la clip a tema cowboy per la promozione del singolo di Madonna, "Don't Tell Me".
EMI pubblicò Whales and Dolphins, una raccolta di successi, nel 2001 e la band decise di sciogliersi dopo un tour di addio. Il concerto "finale" si tenne al Night club Penningtons nella loro città di Bradford, il 4 ottobre 2001, ed è stato pubblicato un DVD intervista come album dal vivo, Take the Money & Run - The Final Concert.

## Progetti collaterali
Dopo essersi separato dal gruppo, il cantante Tony Wright ha formato i Laika Dog ed ha lavorato come muratore a secco. Ha anche pubblicato due album da solista: Tony Wright e un album registrato con Ryan Hamilton; il chitarrista Mark Yates si unì inizialmente ai Boston Crabs che ebbero vita breve. Formarono i Blunderbuss, pubblicando un album, Relentless. Formarono poi un'altra nuova band, i Badwolf; mentre Leigh Marklew formò i Malibu Stacey che pubblicarono un album On Heat prima di dividersi. Josephine Ellul ora fa la manager e canta. Mark Yates attualmente suona la chitarra nella rock band Boomville al fianco di Ben Moran, ex bassista del gruppo di Leeds chiamato Little Black Hearts.

## Riunione
Il gruppo si è riformato per fare due tournée nel 2005, e ha suonato quello che è stato descritto come il loro "ultimo spettacolo in assoluto" al Rock In The Castle a Scarborough, nello Yorkshire, il 17 settembre 2005, come ospiti speciali dei The Wildhearts. Una raccolta di b-side e rarità è stata pubblicata anche dalla EMI nel settembre del 2005.
I Terrorvision hanno quindi suonato tre date nel novembre 2007 a Manchester, Holmfirth e Sheffield. Danny Lambert, il cantante dei Blunderbuss, ormai inattivo, subentrò al basso poiché Marklew non è stato disponibile per questi tre spettacoli. A questo è seguito uno spettacolo di ritorno a casa alla Victoria Hall di Saltaire nel dicembre 2007 e un nuovo tour nel 2008 intitolato "4 Days in May Tour" a Nottingham, Bristol, London Shepherd's Bush e Norwich UEA, questa volta con Marklew. Hanno suonato tre date durante la Pasqua del 2009 per commemorare il 15º anniversario dell'uscita di How to Make Friends and Influence People, all'Accademia di Manchester, alla Wulfrun Hall di Wolverhampton e allo Shepherd's Bush Empire, a Londra. I concerti alla Manchester Academy e allo Shepherd's Bush Empire hanno reso disponibili registrazioni dal vivo in edizione limitata attraverso Concert Live. Un tour simile ha avuto luogo nel dicembre 2009. Il 4 dicembre 2009, hanno suonato all'Hard Rock Hell 3. Nel 2010 hanno iniziato a lavorare su un nuovo disco. Shutty, il loro batterista originario, lasciò in questo periodo dopo 20 anni con la band e fu sostituito da Cameron Greenwood.
Il 13 gennaio 2011, il cantante Tony Wright ha annunciato su Facebook che avrebbe pubblicato un nuovo album nel corso dell'anno e avrebbe fatto un tour nel Regno Unito per sostenerlo. Il tour doveva iniziare a Newcastle il 24 febbraio. Il nuovo album, Super Delux, è stato regolarmente pubblicato il 24 febbraio 2011 con recensioni generalmente positive.
Il gruppo è tornato di nuovo nel 2016 per un tour di cinque date nel Regno Unito a supporto dei rocker britannici Thunder. Il bassista Leigh Marklew ha dichiarato: "Stavamo discutendo dell'idea di tornare sul ring nel 2016: quando è arrivata la chiamata dei Thunder, il periodo era perfetto. Concordammo che sarebbe stato un ottimo modo per tornare."
Nel novembre 2017 è stato annunciato un tour, "Britrock Must Be Destroyed", con Reef e The Wildhearts. Il tour è stato di otto date in tutto il Regno Unito nel maggio 2018 e si è svolto con set completi di ciascuna band, ma un ordine di apparizione diverso ogni sera. Nel febbraio 2018, la band britannica Dodgy è stata annunciata come apertura per tutte e otto le date. A marzo 2018, il tour è stato esteso a cinque date, tra agosto e settembre, in Australia.
Un tour del 25º anniversario che celebra How to Make Friends and Influence People, con date a Islington Assembly Hall di Londra, SWX Bristol, Rock City Nottingham e O2 Ritz a Manchester nel maggio 2019, con il supporto di The Amorettes. Nel dicembre 2019, il gruppo ha pubblicato il suo primo nuovo singolo da sette anni, "Our Christmas Song".

## Cover
I Terrorvision hanno coverizzato molte canzoni, spesso pubblicate come lati B per i loro singoli. Tra le canzoni, "Wishing Well" dei Free e "Surrender" dei Cheap Trick. Una delle tracce dell'EP ''Problem Solved'' del 1992 è una cover di "We Are the Roadcrew" dei Motörhead. Tra le altre cover, "Bring Your Daughter... To the Slaughter" degli Iron Maiden, dal sapore jazz, eseguita in una sessione dal vivo di BBC Radio 1 e, più recentemente, "Oh My God" dei Kaiser Chiefs, dal vivo durante il tour "Lost Weekend" del 2007, con il bassista temporaneo Danny Lambert al canto. Hanno anche rifatto "Keep on Movin'" dei 5ive e "Moonage Daydream" di David Bowie.

## I membri del gruppo
Attuali
- Tony Wright - Canto (1987-oggi)
- Mark Yates - Chitarre (1987-oggi)
- Leigh Marklew - Basso (1987-oggi)
- Cameron Greenwood - Batteria (2010-oggi)
- Milton Evans - Tastiere / tromba / cori (dal 2005 ad oggi)

Precedenti
- David Ian "Shutty" Shuttleworth - Batteria (1987–2010)
- Josephine Ellul - Tastiere (1998–2001)
- Danny Lambert - Basso / Cori (2007)

## Discografia

### Album di studio
| Pubblicazione    | Titolo                                   | Etichetta              | Classifica album del Regno Unito |
| ---------------- | ---------------------------------------- | ---------------------- | -------------------------------- |
| 3 maggio 1993    | Formaldehyde                             | Total Vegas / EMI      | 75                               |
| 18 aprile 1994   | How to Make Friends and Influence People | Total Vegas / EMI      | 18                               |
| 11 marzo 1996    | Regular Urban Survivors                  | Total Vegas / EMI      | 8                                |
| 5 ottobre 1998   | Shaving Peaches                          | Total Vegas / EMI      | 34                               |
| 5 febbraio 2001  | Good to Go                               | Total Vegas / Papillon | 48                               |
| 24 febbraio 2011 | Super Delux                              | Townsend Records       | -                                |

### Compilation
| Pubblicazione     | Titolo                     | Etichetta         | Classifica album del Regno Unito | Note                                       |
| ----------------- | -------------------------- | ----------------- | -------------------------------- | ------------------------------------------ |
| 24 settembre 2001 | Whales and Dolphins        | Total Vegas / EMI | 78                               |                                            |
| 4 ottobre 2001    | The First and the Last...  | Total Vegas       | -                                | Venduto solo ai concerti del Farewell Tour |
| 26 agosto 2002    | The Essential Terrorvision | EMI Gold          | -                                |                                            |
| 15 agosto 2005    | B Sides and Rarities       | EMI               | -                                |                                            |
| 12 marzo 2012     | Essential Terrorvision     | Music Club Deluxe | -                                |                                            |

### Album dal vivo
| Pubblicazione   | Titolo                                                                         | Etichetta         | Classifica album del Regno Unito | Note  |
| --------------- | ------------------------------------------------------------------------------ | ----------------- | -------------------------------- | ----- |
| 1994            | Live at Don Valley Stadium                                                     | Total Vegas / EMI | -                                | Promo |
| 20 ottobre 2003 | Take the Money and Run: The Final Concert                                      | Recall            | -                                |       |
| 7 novembre 2005 | For One Night Only                                                             | Secret            | -                                |       |
| 13 aprile 2009  | How to Make Friends and Influence People: Live at London Shepherds Bush Empire | Concert live      | -                                |       |
| 21 aprile 2017  | Regular Urban Survivors: Live at the Ritz                                      | Total Vegas       | -                                |       |
| 29 marzo 2019   | Party Over Here... Live in London                                              | EAR Music         | -                                |       |

| Pubblicazione     | Titolo                                      | Classifica | Classifica | Classifica | Album                                    |
| Pubblicazione     | Titolo                                      | UK         | AUS        | IRE        | Album                                    |
| ----------------- | ------------------------------------------- | ---------- | ---------- | ---------- | ---------------------------------------- |
| 17 febbraio 1992  | "Thrive" EP                                 | -          | -          | -          | Formaldehyde                             |
| 7 settembre 1992  | "My House"                                  | -          | -          | -          | Formaldehyde                             |
| 8 febbraio 1993   | "Problem Solved" EP                         | -          | -          | -          | Formaldehyde                             |
| 7 giugno 1993     | "American TV"                               | 63         | -          | -          | Formaldehyde                             |
| 18 ottobre 1993   | "New Policy One"                            | 42         | -          | -          | Formaldehyde                             |
| 27 dicembre 1993  | "My House" (riedizione)                     | 29         | -          | -          | Formaldehyde                             |
| 28 marzo 1994     | "Oblivion"                                  | 21         | 65         | -          | How to Make Friends and Influence People |
| 13 giugno 1994    | "Middleman"                                 | 25         | -          | -          | How to Make Friends and Influence People |
| 22 agosto 1994    | "Pretend Best Friend"                       | 25         | -          | -          | How to Make Friends and Influence People |
| 17 ottobre 1994   | "Alice What's The Matter?"                  | 24         | -          | -          | How to Make Friends and Influence People |
| 6 marzo 1995      | "Some People Say"                           | 22         | -          | -          | How to Make Friends and Influence People |
| 19 febbraio 1996  | "Perseverance"                              | 5          | -          | -          | Regular Urban Survivors                  |
| 22 aprile 1996    | "Celebrity Hit List"                        | 20         | -          | -          | Regular Urban Survivors                  |
| 8 luglio 1996     | "Bad Actress"                               | 10         | -          | -          | Regular Urban Survivors                  |
| 30 dicembre 1996  | "Easy"                                      | 12         | -          | -          | Regular Urban Survivors                  |
| 21 settembre 1998 | "Josephine"                                 | 23         | -          | -          | Shaving Peaches                          |
| 18 gennaio 1999   | "Tequila (Mint Royale Shot)"                | 2          | -          | 20         | Shaving Peaches                          |
| 3 maggio 1999     | "III Wishes"                                | 42         | -          | -          | Shaving Peaches                          |
| 15 gennaio 2001   | "D'Ya Wanna Go Faster"                      | 28         | -          | -          | Good to Go                               |
| 11 giugno 2001    | "Fists Of Fury"                             | -          | -          | -          | Good to Go                               |
| 8 febbraio 2019   | "Alice What's the Matter?" (Live in London) | -          | -          | -          | Party Over Here… Live in London          |
| 8 marzo 2019      | "Perseverance" (Live in London)             | -          | -          | -          | Party Over Here… Live in London          |
| 22 marzo 2019     | "Oblivion" (Live in London)                 | -          | -          | -          | Party Over Here… Live in London          |